# Charles d'Abbadie d'Arrast
Pour les autres membres de la famille, voir famille d'Abbadie d'Arrast.
Charles d'Abbadie d'Arrast ou Jean-Charles d'Abbadie d'Arrast (15 décembre 1821 à Toulouse - 23 décembre 1901 à Saint-Étienne-de-Baïgorry), est un homme politique français.

## Biographie

### Famille
Charles d'Abbadie d'Arrast naît le 15 décembre 1821 à Toulouse. Il est le fils de Michel Arnaud d'Abbadie (1772-1832), descendant d'une famille d'abbé laïcs d'Arrast. En 1791, il fuit la révolution, et émigre en Espagne, en Angleterre puis en Irlande. Il y épouse Eliza Thompson of Park (1779-1865) le 18 juillet 1807 à Thurles. De cette union naissent Elisa (1808-1875), épouse d'Alexandre Glais-Bizoin, Antoine (1810-1896), Celina , Arnauld Michel (1815-1893), Julia (1820-1900) et enfin Charles.

### Mariage
Il épouse Marie-Augustine-Émilie-Henriette Coulomb, écrivaine de 16 ans sa cadette, le 21 novembre 1857. Ce mariage avec une protestante le fait rompre tout contact avec sa famille, notamment Antoine, avec qui il avait déjà des divergences politiques, et sa mère, catholique irlandaise. Charles se convertit lui-même au protestantisme et élève ses cinq enfants dans cette religion :  Sophie (1859-1902), Arnaud (1860-1918), qui a pour fils Harry d'Abbadie d'Arrast, Henriette (1864-1941), Mayten (1865-1865) et Jehan (1865-1865).

### Vie
En 1848 ou 1850, il achète le château d'Etchaux, à Saint-Étienne-de-Baïgorry ; il en embellit les jardins et l'intérieur. 
De 1861 à 1870, il est conseiller général des Basses-Pyrénées pour le canton de Saint-Étienne-de-Baïgorry, il contribue à l'amélioration de la condition des paysans basques. Il est candidat indépendant malheureux aux élections législatives françaises de 1869. En 1871, il s'installe à Paris pour y éduquer ses enfants. Il meurt le 23 décembre 1901 à Saint-Étienne-de-Baïgorry et est inhumé dans le caveau familial au cimetière du Père-Lachaise.

## Écrits
Charles d'Abbadie d'Arrast a écrit plusieurs manifestes électoraux, en français et labourdin : 
- Baïgorrico cantoinamenduco electorrei. Aux Electeurs du canton de Baïgorry
- Aux électeurs de la circonscription de Bayonne Maucléon, 1869
- Charles d'Abbadie baigorritarrāc eskualduner. Konxeiler batzu Electurer, 1869
- Aux électeurs de la 9e Circonscription. Ch. d'Abbadie, candidat indépendant, 1869